# Wir pfeifen auf den Gurkenkönig (Roman)
Wir pfeifen auf den Gurkenkönig ist ein phantastischer Kinderroman der österreichischen Schriftstellerin Christine Nöstlinger, der im Jahr 1972 mit Illustrationen von Werner Maurer im Verlag Beltz & Gelberg veröffentlicht wurde.

## Inhalt
Der zwölfjährige Wolfgang erzählt, wie am Ostersonntag in seiner Familie der gurkenförmige König der Kumi-Ori auftaucht, den die Untertanen aus seinem Reich im Keller vertrieben haben. Während der Vater entscheidet, dem „Gurkinger“ Asyl zu gewähren und diesen in seinem Zimmer unterzubringen, und auch der jüngste Sohn Niki sich mit ihm anfreundet, findet der Rest der Familie schnell heraus, dass der arrogante König lügt und stiehlt, um seine Umgebung zu manipulieren. Als Wolfgang die anderen Kumi-Ori kennenlernt und von den Racheplänen des Königs erfährt, in denen der Vater eine entscheidende Rolle übernehmen soll, müssen die Kinder sich gegen ihren Vater stellen.

## Interpretation, Hintergründe und Kritik
Das Buch ist nur vordergründig eine Geschichte, in der der Gurkenkönig Auslöser für viele Turbulenzen ist. Vielmehr befindet sich Familie Hogelmann in einer Krise, die angesichts des Streits um den Kumi-Ori nur offen zu Tage tritt. Der Vater ist von der finanziellen Verantwortung überfordert und deshalb anfällig für die falschen Versprechungen des Königs. Er hat kaum Zeit für seine Familie und muss feststellen, dass diese ihr eigenes Lebensbild entwickelt, zu dem er keinen Zugang mehr findet. Deshalb legt er das Verhalten der Kinder, aber auch die politischen Meinungsverschiedenheiten mit seinem Vater und die Vermittlungsversuche seiner Frau als Illoyalität und Respektlosigkeit aus.
Der Literaturwissenschaftler und Autor Lothar Quinkenstein machte darauf aufmerksam, dass der Name des Gurkenkönigs der jüdischen Tradition entliehen ist: Die Worte „kumi ori“ (zwei Imperative des Hebräischen) stammen aus dem Buch Jesaja; sie bedeuten „erhebe dich!“ – „leuchte!“ und beziehen sich – als Verheißung zukünftiger Herrlichkeit – auf Jerusalem (Jes. 60,1). Im Mittelpunkt einer Relektüre des Romans müsse die Zwiespältigkeit des Konzepts stehen, einen zentralen Inhalt des Judentums als Namen zu verwenden für eine zutiefst unsympathische Figur, die schließlich „abserviert“ wird.
Christine Nöstlinger erklärte, den Namen in Paul Celans Gedicht „Du sei wie du“ entdeckt zu haben, das mit den Worten „kumi / ori“ ende. Daraufhin habe sie die 1995 verstorbene jüdische Kinderbuchautorin Mira Lobe um eine Übersetzung gebeten. „Es war schwarzer Humor, ganz privat für mich, diesen fürchterlich konservativen Menschen, gegen den da revoltiert wird, ‚Erhebet euch‘ zu nennen“, so Nöstlinger, „Dass das Jerusalem ist, das sich da erheben soll, habe ich überhaupt nicht gewusst.“ Auf die Frage, ob ein hebräischer Name die Titelfigur zu einem Juden mache, sagte sie: „Der ist eine Gurke, bitte!“ Antisemitismus liege ihr fern, wie ihr Buch „Maikäfer, flieg“ zeige.

## Verfilmungen, Hörspiele und szenische Fassungen
- 1974 drehte Hark Bohm den Fernsehfilm Wir pfeifen auf den Gurkenkönig nach dem Roman mit Karl-Michael Vogler in der Rolle des Vaters und Willkit Greuèl als Mathelehrer Haslinger.
- 1982 brachte der Düsseldorfer Schwann-Bagel-Verlag unter seinem Schwanni-Label eine Hörspielfassung des Buches heraus; Regie führte Peter Folken. Eine Neubearbeitung mit Stefan Kaminski als Sprecher, erschienen bei Beltz&Gelberg, erhielt 2007 den Preis der deutschen Schallplattenkritik.
- 1990: Wir pfeifen auf den Gurkenkönig", ein Theaterstück  von Danny Ashkenasi und Peter Lund (UA: 28. Januar 1990, Hebbel-Theater, Berlin)
- 2024: Wir pfeifen auf den Gurkenkönig, Musiktheater für Kinder von Samuel Penderbayne (UA: 15. September 2024, Opernhaus Zürich)[5]

## Auszeichnungen
Nöstlinger erhielt 1973 für Wir pfeifen auf den Gurkenkönig den Deutschen Jugendliteraturpreis.

## Referenzen
Wir pfeifen auf den Gurkenkönig ist in dem literarischen Nachschlagewerk 1001 Kinder- und Jugendbücher – Lies uns, bevor Du erwachsen bist! für die Altersstufe 8+ Jahre enthalten.

## Ausgaben
- Christine Nöstlinger: Wir pfeifen auf den Gurkenkönig. Beltz & Gelberg, 1972.
- Christine Nöstlinger: Wir pfeifen auf den Gurkenkönig. 44. Auflage. Rowohlt-Taschenbuch-Verlag, Reinbek bei Hamburg 2011, ISBN 978-3-499-20153-0.